# Akkastugan

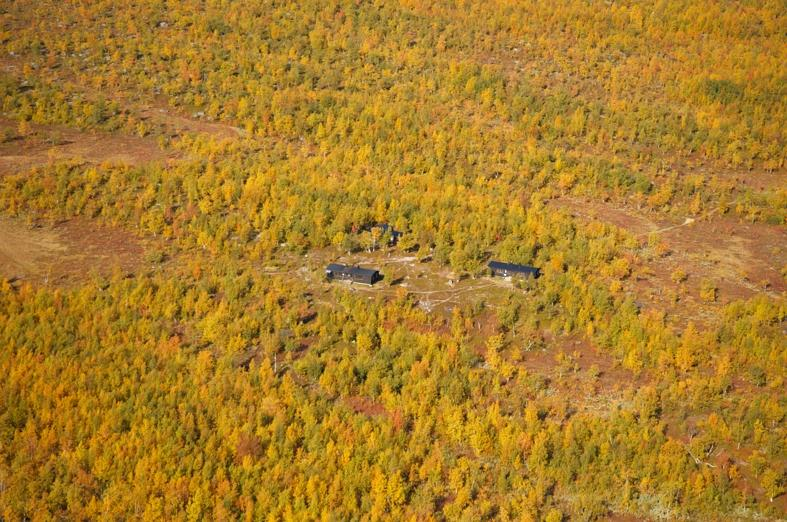
Akkastugan från luften. Bilden är tagen 2008.

Akkastugan eller STF Akka fjällstuga är en fjällstuga som drivs av Svenska turistföreningen. Den första stugan byggdes år 1925 och hade 11 bäddar. I samband med att Akkajaure dämdes upp på 1960-talet överdämdes stugplatsen, och två nya stugor byggdes på den nuvarande platsen 1968. I dessa fanns det totalt 40 bäddar.
Stugplatsen ligger vid Vuojatädnoforsen söder om Akkajaure vattenmagasin i Stora Lule älv i Jokkmokks kommun och nära fjället Akka. Nationalparkerna Stora sjöfallet, Padjelanta och Sarek ligger i stugans absoluta närhet, och Padjelantaleden går förbi stugan. För att ta sig till Ritsem, varifrån man kan ta sig med bil, på andra sidan Akkajaure måste man åka båt på sommaren eller skida över isen på vintern. Nästa anhalt söderut utmed padjelantaleden är Kisurisstugan. 
Stugan består av två stugor av typen Fjällstuga 65.